# Igmándy József
Igmándy József (Püspökladány, 1897. április 12. – Debrecen, 1950. május 14.) botanikus, tanár. Botanikai szakmunkákban nevének rövidítése: „Igmándy”.

## Életrajza
Püspökladányon született 1897. április 12-én. Egyetemi tanulmányait történelem, földrajz tárgyakból Debrecenben, Kolozsváron és Budapesten végezte. 1921-től a hajdúnánási gimnázium tanára volt, 1939-ben a debreceni egyetemen bölcsészdoktor.

## Munkássága
Az 1920-as évektől botanikával foglalkozott. Virágos növényeket, majd mohákat gyűjtött, számos kisebb biológiai cikket írt.

## Főbb munkái
- Hajdúnánás mohaflórája (Acta Geobotan. Hung. 1938–1939)